# (832) Karin
(832) Karin ist ein Asteroid des Hauptgürtels, der am 20. September 1916 vom deutschen Astronomen Max Wolf in Heidelberg entdeckt wurde.
Der Asteroid ist nach Karin Månsdotter benannt, der Gattin von König Erik XIV. von Schweden.